# Lista de prefeitos de Caetité
Esta lista dos intendentes e prefeitos de Caetité elenca aqueles que exerceram, ao longo dos mais de dois séculos de vida política, o comando executivo como intendentes e prefeitos da cidade, emancipada a 5 de abril de 1810.
Caetité é um tradicional berço de políticos que desde o século XIX atuam na vida política da cidade, do estado e, até, do país, com nomes como Aristides Spínola, César Zama, Rodrigues Lima, Bráulio Xavier, Nestor Duarte, Anísio Teixeira, Ovídio Teixeira, Prisco Viana, Paulo Souto, Paulo Jackson, Haroldo Lima, Ivana Bastos, etc., além de ter sido o centro de lideranças como Deocleciano Teixeira.
Tendo participado ativamente em momentos históricos como a guerra pela Independência, enfrentou períodos por vezes turbulentos em episódios como o Mata-Maroto ou o que levou ao "cerco da Câmara" e ao "cerco da rua Barão", em 1923..

## História política

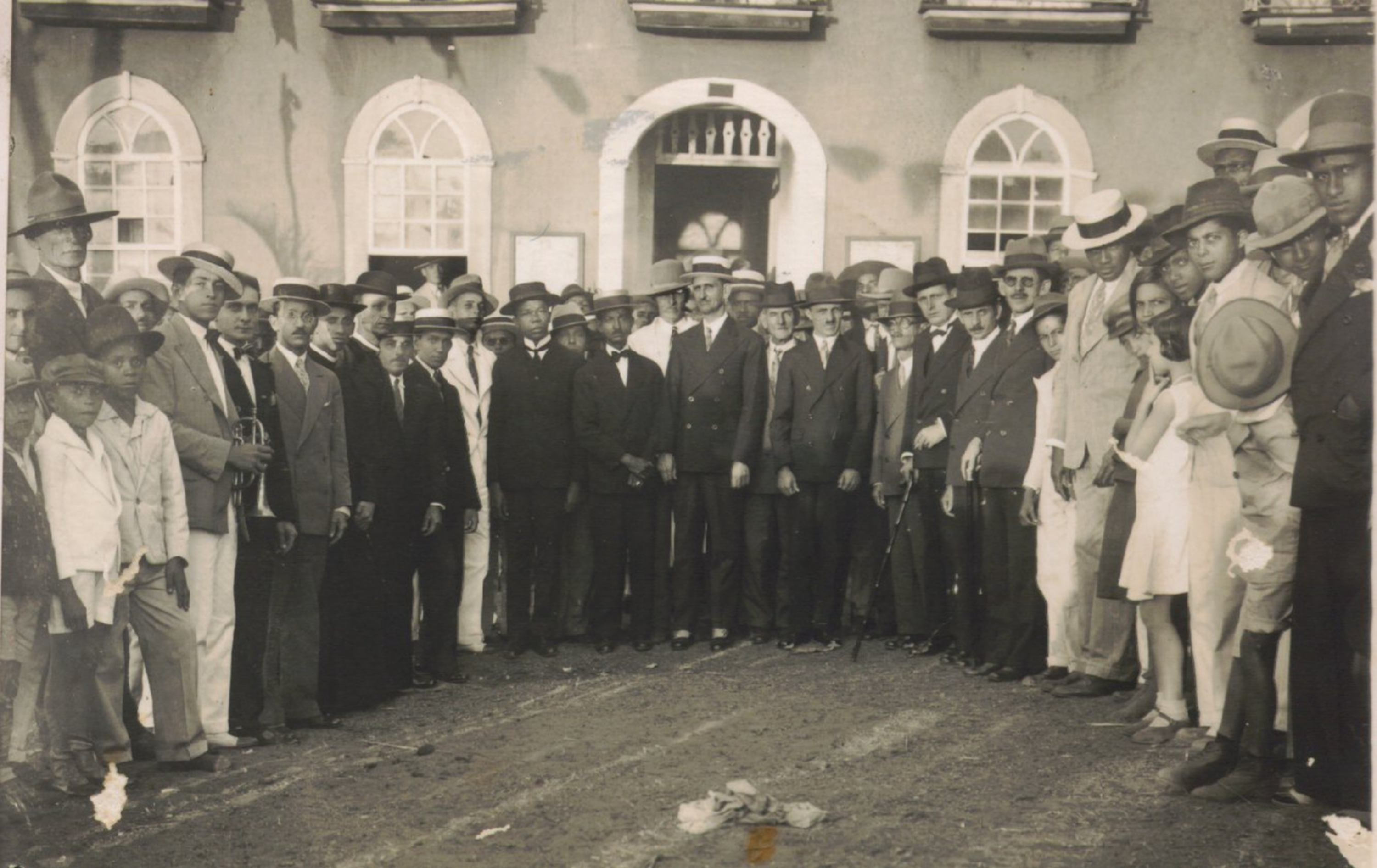
Posse de Ovídio Teixeira como prefeito, em 1948. Na imagem ainda aparecem o Mons. Luís Pinto Bastos e Alfredo José da Silva, antecessor no cargo.

Nos primeiros anos de emancipada restam poucos registros, mas já demonstram o papel importante que tinha a família Gomes de Azevedo com o cônego Sabino e seu irmão Joaquim Venâncio que viriam a culminar com o destaque de José Antônio Gomes Neto, futuro Barão de Caetité. Outras famílias tradicionais ocuparam o poder, como os Faria Fraga, Brito Gondim, Fagundes. Nesse contexto o padre Policarpo de Brito Gondim foi eleito deputado provincial e Manoel José Gonçalves Fraga nomeado juiz, cargo que o próprio Gomes Neto viria a ocupar.
A pesquisadora Lielva Aguiar registrou, sobre esse período, as disputas havidas entre os conservadores, de Gasparino Moreira de Castro, e liberais, sendo estes últimos representados pelo grupo do coronel José Antônio Spínola do qual faziam parte Gomes Neto e Bráulio Xavier da Silva Pereira (que fora deputado provincial e cunhado de Gomes Neto). Integrava então a cidade o 5º distrito eleitoral.
Proclamada a República a disputa local polarizou-se entre grupos chamados de morcegos (família Rodrigues Lima) caititus (família Teixeira); essa influência se dava em cidades vizinhas, como Monte Alto e, depois, Guanambi.
Com a redemocratização a política caetiteense ficou polarizada entre dois grupos políticos. No dizer de Jairo Nascimento, após o pleito de 2020: "Em Caetité, região Sudoeste da Bahia, os grupos são chamados também por nomes de pássaros, Jacu e Cocá. O primeiro é vinculado à família Ladeia, que teve como representante máximo o médico Ricardo Ladeia. O segundo, à família de Dácio Oliveira. E na eleição mais recente, com a vitória de Valtécio Aguiar (PDT), que rompeu com a alternância de poder entre os dois grupos, candidato independente, seu grupo passou a se chamar de Canarinho". (itálicos originais)

## Reino Unido e Período Imperial (1810-1889)
| Reino Unido e Período imperial (1810–1889) |                                   |        |         |                   |                |              | |
| Nº                                         | Nome                              | Imagem | Partido | Início do mandato | Fim do mandato | Ref.         | Observações |
| 1                                          | Antônio de Sousa Maciel           |        |         | 1810              | 1814           | [ 8 ]        | |
| 2                                          | Francisco Rodrigues Carneiro      |        |         | 1815              | 1818           | [ 8 ]        | |
| 3                                          | Caetano Pires Bandeira            |        |         | 1819              | 1822           | [ 8 ]        | |
| 4                                          | Jorge da Silveira Machado         |        |         | 1823              | 1826           | [ 8 ]        | |
| 5                                          | Agostinho Carmelino Leão          |        |         | 1827              | 1830           | [ 8 ]        | |
| 6                                          | Jacinto Antônio de Brito          |        |         | 1831              | 1834           | [ 8 ]        | |
| 7                                          | Felipe Rodrigues Ladeia           |        |         | 1835              | 1836           | [ 8 ]        | Primeiro membro da família Ladeia a ocupar o cargo |
| 8                                          | Joaquim Venâncio Gomes de Azevedo |        |         | 1837              | 1844           | [ 8 ] [ 2 ]  | Durante seu mandato ocorre o Mata-Maroto. |
| 9                                          | Jacinto Antônio de Brito          |        |         | 1845              | 1848           | [ 8 ]        | |
| 10                                         | José Antônio Pimenta              |        |         | 1848              | 1852           | [ 8 ]        | |
| 11                                         | Porfírio de Brito Gondim          |        |         | 1853              | 1858           | [ 8 ] [ 9 ]  | Os "Brito Gondim" são da família mais antiga da cidade, com registro desde o séc. XVIII. Porfírio foi o primeiro da família a governar a cidade.        |
| 12                                         | José de Sousa Fraga               |        |         | 1859              | 1860           | [ 8 ]        | A família Fraga exerceu importante liderança na cidade, até a Proclamação da República, quando se mudaram para São Paulo.                               |
| 13                                         | José Antônio Pimenta              |        |         | 1861              | 1861           | [ 8 ]        | |
| 14                                         | Cipriano José das Neves           |        |         | 1862              | 1865           | [ 8 ]        | |
| 15                                         | Gregório de Sousa Barros          |        |         | 1866              | 1871           | [ 8 ]        | Pela Lei Provincial 995 de 12 de outubro de 1867 a Vila Nova do Príncipe e Santana do Caetité é elevada a cidade, passando a se chamar apenas Caetité'. |
| 16                                         | Joaquim Manoel Rodrigues Lima     |        |         | 1872              | 1875           | [ 8 ] [ 11 ] | Rodrigues Lima veio a ser o primeiro governador eleito do estado, na República.                                                                         |
| 17                                         | Antônio Joaquim de Lima           |        |         | 1866              | 1871           | [ 8 ]        | |
| 18                                         | José Antônio Gomes Neto           |        |         | 1880              | 1884           | [ 8 ]        | Primeiro e único Barão de Caetité |
| 19                                         | Antônio Joaquim de Lima           |        |         | 1885              | 1888           | [ 8 ]        | |
| 20                                         | Joaquim Manoel de Brito Gondim    |        |         | 1889              | 1889           | [ 8 ]        | |

## Período republicano (1899–1988)
| Primeira República (1889–1930)                           |                                      |        |                                              |                           |                   |               | |
| Nº                                                       | Nome                                 | Imagem | Partido                                      | Início do mandato         | Fim do mandato    | Ref.          | Observações |
| 21                                                       | Joaquim Manoel Rodrigues Lima        |        | Partido Popular PP                           | 1890                      | 1891              | [ 13 ]        | Eleito governador, foi substituído pelo presidente da Câmara                                                            |
| 22                                                       | Deocleciano Teixeira                 |        | Partido Popular PP                           | 1892                      | 1892              | [ 13 ]        | Presidente da Câmara, substituiu Rodrigues Lima                                                                         |
| 23                                                       | Cleófano Meireles                    |        | Partido Republicano Federal PRF              | 1893                      | 1893              | [ 8 ]         | Renunciou, foi substituído pelo presidente da Câmara                                                                    |
| 24                                                       | Deocleciano Teixeira                 |        | Partido Republicano Federal PRF              | 1894                      | 1895              | [ 13 ]        | Presidente da Câmara, substituiu Cleófano Meireles                                                                      |
| 25                                                       | José Antônio Rodrigues Lima          |        | Partido Republicano Conservador PRC          | 1896                      | 1903              | [ 13 ]        | "Coronel Cazuzinha", maior adversário de Deocleciano                                                                    |
| 26                                                       | Otacílio Rodrigues Lima              |        | Partido Popular PP                           | 1904                      | 1907              | [ 13 ]        | Irmão do "Coronel Cazuzinha"                                                                                            |
| 27                                                       | Joaquim Manoel Rodrigues Lima Júnior |        | Partido Popular PP                           | 1908                      | 1911              | [ 13 ]        | Sobrinho do "Coronel Cazuzinha", genro de seu adversário Deocleciano Teixeira                                           |
| 28                                                       | José Antônio Rodrigues Lima          |        | Partido Republicano Conservador PRC          | 1912                      | 1915              | [ 13 ]        | "Coronel Cazuzinha", segundo mandato                                                                                    |
| 29                                                       | Antônio Rodrigues Ladeia             |        | Partido Republicano Conservador PRC          | 1916                      | 1918              | [ 13 ]        | Genro de Deocleciano Teixeira, afastou-se por doença em 1917 quando ocupou o cargo interinamente Antonino Soares Públio |
| 30                                                       | José Antônio de Castro Tanajura      |        | Partido Republicano Conservador PRC          | 1919                      | 1919 (até agosto) | [ 13 ]        | Interino |
| 31                                                       | Monsenhor Luís Pinto Bastos          |        | Partido Republicano Conservador PRC          | 1919 (a partir de agosto) | 1920 (até maio)   | [ 13 ]        | Interino |
| 32                                                       | José Antônio de Castro Tanajura      |        | Partido Republicano Conservador PRC          | 1920                      | 1923              | [ 13 ]        | Segundo mandato, eleito                                                                                                 |
| 33                                                       | Ovídio Antunes Teixeira              |        | Partido Republicano Progressista PRP         | 1924                      | 1927              | [ 13 ]        | Aliado de Deocleciano, torna-se seu herdeiro político                                                                   |
| 34                                                       | Francisco Joaquim Bastos             |        | Partido Popular PP                           | 1928                      | 1929              | [ 13 ]        | Renunciou |
| 35                                                       | Ovídio Antunes Teixeira              |        | Partido Republicano Progressista PRP         | 1929                      | 1930              | [ 13 ]        | Interino, afastado com o golpe de 1930                                                                                  |
| Segunda República e Estado Novo — Era Vargas (1930–1945) |                                      |        |                                              |                           |                   |               | |
| 36                                                       | Francisco Joaquim Bastos             |        | Partido Republicano Federal PRF              | 1930                      | 1931              | [ 13 ]        | |
| 37                                                       | Ovídio Antunes Teixeira              |        | Partido Republicano Progressista PRP         | 1932                      | 1934              | [ 13 ]        | |
| 38                                                       | Clóvis Moreira da Cunha              |        | Aliança Democrática Cristã ACD               | 1935                      | 1938              | [ 13 ]        | |
| 39                                                       | Osvaldino Moreira da Silveira        |        | Partido Republicano Democrático da Bahia PRD | 1939                      | 1940              | [ 13 ]        | |
| 40                                                       | Godofredo Chaves                     |        | Partido Republicano Democrático da Bahia PRD | 1941                      | 1942              | [ 13 ]        | |
| 41                                                       | Antônio Vieira                       |        | Partido Social Democrático PSD               | 1943                      | 1944              | [ 13 ]        | |
| 42                                                       | Antônio Meireles                     |        | Partido Social Democrático PSD               | 1944                      | 1945 (junho)      | [ 13 ]        | |
| 43                                                       | Clemente Ladeia Tanajura             |        | Partido Social Democrático PSD               | 1945 - julho              | 1945 - agosto     | [ 13 ]        | Renunciou |
| 44                                                       | Antônio Carlos Souto                 |        | Partido Social Democrático PSD               | 1945 - agosto             | 1946 - janeiro    | [ 13 ]        | Juiz da comarca, dirigiu a intendência até a eleição do novo prefeito. Era pai do ex-governador Paulo Souto             |
| Quarta República (1945–1964)                             |                                      |        |                                              |                           |                   |               | |
| 45                                                       | Alfredo José da Silva                |        | Partido Social Democrático PSD               | 1946                      | 1947              | [ 26 ]        | Foi diretor da Escola Normal                                                                                            |
| 46                                                       | Ovídio Antunes Teixeira              |        | União Democrática Nacional UDN               | 1948                      | 1950              | [ 26 ]        | |
| 47                                                       | Felinto Souza                        |        | Partido Trabalhista Brasileiro PTB           | 1951                      | 1952              | [ 26 ]        | Renúncia, assume o presidente da Câmara                                                                                 |
| 48                                                       | João Vieira Teixeira                 |        | Partido Social Democrático PSD               | 1952                      | 1952              | [ 26 ]        | Interino, presidente da Câmara, renunciou                                                                               |
| 49                                                       | Clóvis Moreira da Cunha              |        | União Democrática Nacional UDN               | 1953                      | 1954              | [ 26 ]        | Renunciou |
| 50                                                       | João Vieira Teixeira                 |        | Partido Social Democrático PSD               | 1954                      | 1954              | [ 26 ]        | Interino, presidente da Câmara                                                                                          |
| 51                                                       | José Aristeu Gottschalk Martins      |        | Partido Social Democrático PSD               | 1954                      | 1954              | [ 26 ]        | Interino |
| 52                                                       | Odulfo Vieira Domingues              |        | União Democrática Nacional UDN               | 1955                      | 1957              | [ 26 ]        | Interino |
| 53                                                       | Clóvis Moreira da Cunha              |        | União Democrática Nacional UDN               | 1957                      | 1958              | [ 26 ]        | |
| 54                                                       | Décio Montenegro Cerqueira           |        | União Democrática Nacional UDN               | 1958                      | 1961              | [ 26 ]        | |
| 55                                                       | João Vieira Teixeira                 |        | Partido Social Democrático PSD               | 1961                      | 1962              | [ 26 ]        | Interino, presidente da Câmara                                                                                          |
| 56                                                       | José Neves Teixeira                  |        | Partido Social Democrático PSD               | 1963                      | 1966              | [ 26 ] [ 27 ] | Conhecido como Binha Teixeira: após seu mandato mudou-se para Guanambi, governando aquela cidade por duas vezes.        |
| Ditadura militar no Brasil (1964–1985)                   |                                      |        |                                              |                           |                   |               | |
| 57                                                       | José Augusto Teixeira Ladeia         |        | Aliança Renovadora Nacional ARENA            | 1967                      | 1970              | [ 28 ]        | |
| 58                                                       | Clarismundo Francisco Pontes         |        | Aliança Renovadora Nacional ARENA            | 1971                      | 1972              | [ 28 ]        | |
| 59                                                       | Janir Aguiar                         |        | Aliança Renovadora Nacional ARENA            | 1973                      | 1976              | [ 28 ]        | |
| 60                                                       | Nivaldo Oliveira                     |        | Aliança Renovadora Nacional ARENA            | 1977                      | 1982              | [ 28 ]        | Mandato prorrogado |
| 62                                                       | Clarismundo Francisco Pontes         |        | Partido Democrático Social PDS               | 1983                      | 1988              | [ 28 ]        | Mandato prorrogado |

## Nova República (redemocratização – presente)
| Sexta República (1985–presente) |                                |        |                                              |                   |                |                                            |        |             |
| Nº                              | Nome                           | Imagem | Partido                                      | Início do mandato | Fim do mandato | Vice-prefeito(a)                           | Ref.   | Observações |
| 63                              | Dácio Alves de Oliveira        |        | Partido da Frente Liberal PFL                | 1989              | 1992           | (Vavá Teiú)                                | [ 28 ] |             |
| 64                              | Olimar Oliveira Rodrigues      |        | Partido da Frente Liberal PFL                | 1993              | 1996           | Juarez Cardoso Neves                       | [ 28 ] |             |
| 65                              | Dácio Alves de Oliveira        |        | Partido da Frente Liberal PFL                | 1997              | 2000           | (João do Anguá)                            | [ 28 ] |             |
| 66                              | Ricardo de Tadeu Ladeia        |        | Partido da Social Democracia Brasileira PSDB | 2001              | 2004           | José Silveira Rocha (Tota - PMDB)          | [ 7 ]  |             |
| 67                              | Ricardo de Tadeu Ladeia        |        | Partido da Social Democracia Brasileira PSDB | 2005              | 2008           | José Silveira Rocha (Tota - PMDB)          | [ 7 ]  | Reeleito    |
| 68                              | José Barreira de Alencar Filho |        | Partido Socialista Brasileiro PSB            | 2009              | 2012           | Maria de Fátima Silveira Oliveira (PCdoB)  | [ 29 ] |             |
| 69                              | José Barreira de Alencar Filho |        | Partido Socialista Brasileiro PSB            | 2013              | 2016           | Maria de Fátima Silveira Oliveira (PCdoB)  | [ 30 ] | Reeleito    |
| 70                              | Aldo Ricardo Cardoso Gondim    |        | Partido Socialista Brasileiro PSB            | 2017              | 2020           | Jaquele Fraga Teixeira (Drª Kelly - PCdoB) | [ 31 ] |             |
| 71                              | Valtécio Neves de Aguiar       |        | Partido Democrático Trabalhista PDT          | 2021              | 2024           | Walmique Trindade (Solidariedade)          | [ 7 ]  |             |
| 72                              | Valtécio Neves de Aguiar       |        | Partido Democrático Trabalhista PDT          | 2025              | Atualidade     | Walmique Trindade (PSD)                    | [ 32 ] | Reeleito    |